# Île de Reuilly
L'île de Reuilly (illa de Reuilly, en català) és una illa situada a París, França. Es tracta d'una illa artificial d'una superfície d'aproximadament 2,5 hectàrees, creada durant de la construcció del llac Daumesnil, a la punta Oest del bosc de Vincennes.

## Serveis
L'île de Reuilly està connectada a la riba Sud-est del llac per un petit pont suspès i connectada també a l'île de Bercy per un segon pont, cap al sud-oest.
Un sender permet fer el tomb a l'illa.

## Equipaments
A l'est, s'hi troba un quiosc que sobreploma una gruta i una cascada artificials. L'oest de l'illa és ocupat per un xalet suís comprat per la Ciutat de París per a l'Exposició Universal de 1867, i cedit en concessió a un restaurant anomenat el Chalet des îles Daumesnil. La part nord-oest l'ocupa un minigolf.